# ۱۲۲۱ (میلادی)
۱۲۲۱ (میلادی) هزار و دویست و بیست و یکمین سال تقویم میلادی است.

## زادگان
- نوامبر - تئودور دوم لاسکاریس، امپراتور نیقیه
- ۲۳ نوامبر – آلفونسو دهم، نویسنده اسپانیایی (د. ۱۲۸۴)

## درگذشتگان
- تئودور یکم لاسکاریس، امپراتور نیقیه (تاریخ احتمالی)
- شیخ عطار نیشابوری: از عارفان و شاعران معروف ایرانی.